# Roxana Briban
Roxana Briban (* 28. Oktober 1971 in Bukarest; † 20. November 2010 ebenda) war eine rumänische Opernsängerin (Sopran).

## Leben
Briban debütierte im Jahr 2000 mit Mozarts Le nozze di Figaro an der Opera Națională București. Sie hatte Auftritte in allen renommierten Opernhäusern der Welt, unter anderem in Bukarest, Berlin, Toulouse, Amsterdam, Seoul, Bangkok und Santiago. 2003 war sie die Micaela in Georges Bizets Carmen, 2008 die Amelia Grimaldi in Giuseppe Verdis Simon Boccanegra und 2009 die Contessa in Le nozze di Figaro an der Wiener Staatsoper.
Briban beging im Alter von 39 Jahren allem Anschein nach am 20. November 2010 Suizid. Sie litt an Depressionen und hatte seit anderthalb Jahren eine Stimmkrise. Sie war verheiratet.